# Jimmy LaRocca

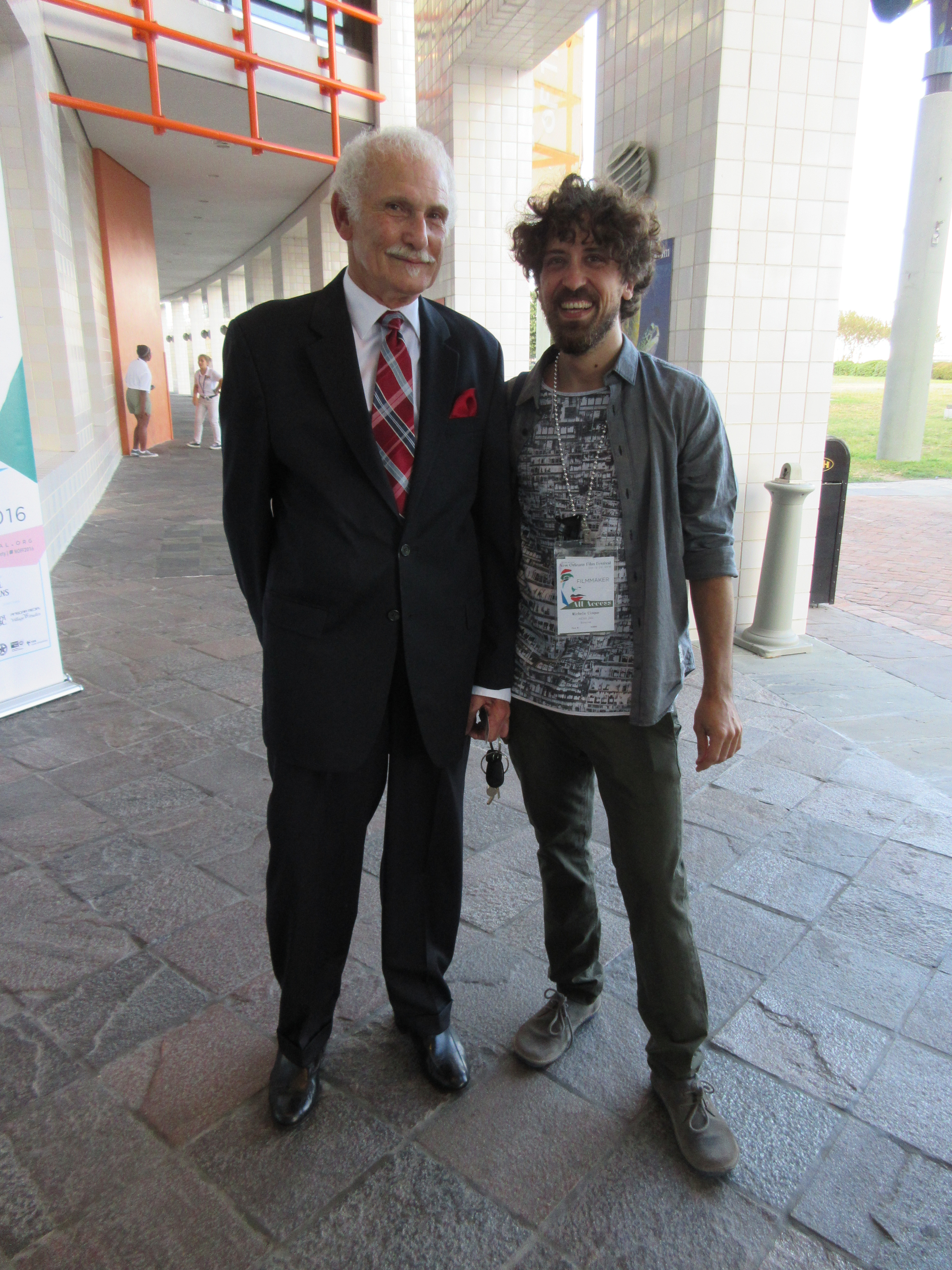
Jimmy LaRocca (links) und Michele Cinque vor dem Aquarium Giant Theater beim Debüt des Dokumentarfilms „Sicily Jazz“ beim New Orleans Film Festival (2016)

James C. „Jimmy“ LaRocca (auch Jimmy Larocca; * 27. Oktober 1939 in New Orleans; † 15. Oktober 2023) war ein US-amerikanischer Jazzmusiker (Trompete, Komposition).

## Leben und Wirken
LaRocca stammt väterlicherseits aus einer Musikerfamilie, die bis ins frühe 19. Jahrhundert in Sizilien zurückreicht. Sein Großvater war Kornettist (Giarolamo LaRocca) und seine Großmutter stammte ebenfalls aus einer musikalischen Familie. Er wuchs in New Orleans auf und erhielt im Alter von zehn Jahren von seinem Vater Nick LaRocca Trompetenunterricht. Dieser war der Leiter der Original Dixieland Jazz Band, die 1917 die (vermeintlich) erste Jazz-Aufnahme machte. Später nahm Jimmy LaRocca Trompetenunterricht bei George Jensen von der Loyola University New Orleans. In seiner Karriere spielte er zunächst Modern Jazz, dann traditionellen Jazz (u. a. mit seiner Jimmy LaRocca's Original Dixieland Jazz Band) und hat brachte vier Alben heraus. Tom Lord listet hingegen nur zwei Aufnahmesessions zwischen 1973 und 1997. Jimmy LaRocca verstarb 12 Tage vor seinem 84. Geburtstag.

## Diskographische Hinweise
- Original Dixieland Jazz Band Featuring Jimmy Larocca – 80 Years of Jazz / 1917 To 1997 (Louisiana Red Hot Records 1098)
- 110 Anniversary of a Jazz Legend (1999)
- Listen to My Heart (2000)
- Jimmy LaRocca (2001)